# Stara Uschyzja
Stara Uschyzja (ukrainisch Стара Ушиця; russisch Старая Ушица Staraja Uschiza, polnisch Uszyca Stara) ist eine Siedlung städtischen Typs im Süden der ukrainischen Oblast Chmelnyzkyj mit etwa 1900 Einwohnern (2025).

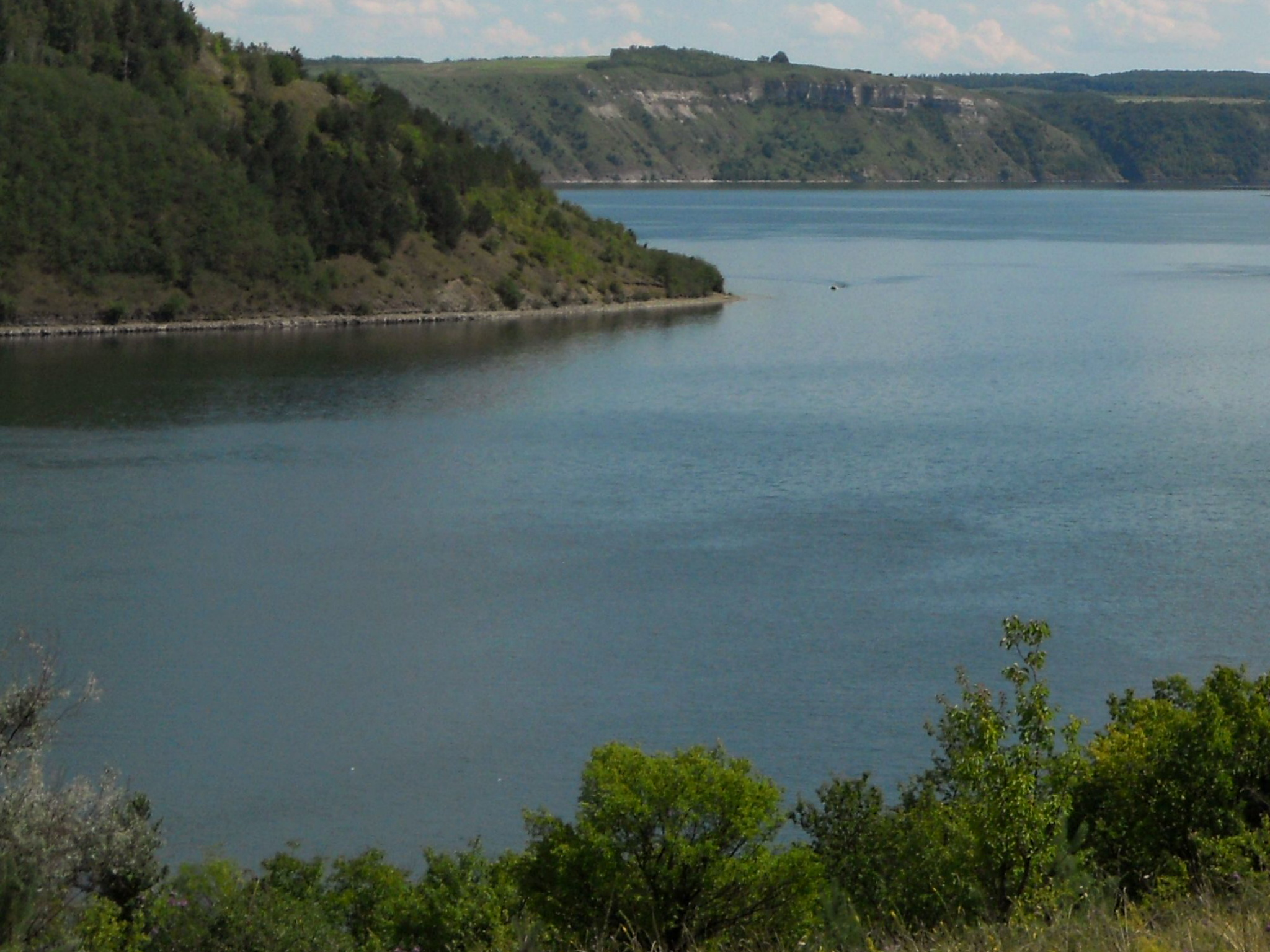
Der Dnister bei Stara Uschyzja

## Geographie
Stara Uschyzja liegt im Südosten des Rajon Kamjanez-Podilskyj an der Mündung der 122 Kilometer langen Uschyzja (Ушиця) in den Dnister-Stausee 46 km östlich von Kamjanez-Podilskyj.

## Geschichte
Die Ortschaft wurde 1144 erstmals schriftlich erwähnt.
Zwischen 1826 und 1923 hatte Uschyzja den Status einer Stadt. Im Jahr 1892 hatte sie 4448 Einwohner. 1923 wurde der Ortschaft der Stadtstatus  wieder aberkannt und sie wurde zu einem Dorf herabgestuft, bis sie 1979 den Status einer Siedlung städtischen Typs erhielt.

## Verwaltungsgliederung
Am 7. September 2017 wurde die Siedlung zum Zentrum der neugegründeten Siedlungsgemeinde Stara Uschyzja (Староушицька селищна громада/Starouschyzka selyschtschna hromada). Zu dieser zählten auch die 8 in der untenstehenden Tabelle aufgelisteten Dörfer, bis dahin bildete sie zusammen mit dem Dorf Horajiwka die gleichnamige Siedlungsratsgemeinde Stara Uschyzja (Староушицька селищна рада/Starouschyzka selyschtschna rada) im Osten des Rajons Kamjanez-Podilskyj.
Am 12. Juni 2020 kamen noch die 4 Dörfer Huta-Tschuhorska, Lypy, Lyskiwzi und Tschabaniwka zum Gemeindegebiet.
Folgende Orte sind neben dem Hauptort Stara Uschyzja Teil der Gemeinde:
| Name                     | Name           | Name                                |
| ukrainisch transkribiert | ukrainisch     | russisch                            |
| ------------------------ | -------------- | ----------------------------------- |
| Horajiwka                | Гораївка       | Гораевка (Gorajewka)                |
| Huta-Tschuhorska         | Гута-Чугорська | Гута-Чугорская (Guta-Tschugorskaja) |
| Hruschka                 | Грушка         | Грушка (Gruschka)                   |
| Kaschtaniwka             | Каштанівка     | Каштановка (Kaschtanowka)           |
| Kruschaniwka             | Крушанівка     | Крушановка (Kruschanowka)           |
| Lutschky                 | Лучки          | Лучки (Lutschki)                    |
| Lypy                     | Липи           | Липы (Lipy)                         |
| Lyskiwzi                 | Лисківці       | Лысковцы (Lyskowzy)                 |
| Nefediwzi                | Нефедівці      | Нефёдовцы (Nefjodowzy)              |
| Podilske                 | Подільське     | Подольское (Podolskoje)             |
| Runkoschiw               | Рункошів       | Рункошев (Runkoschew)               |
| Tschabaniwka             | Чабанівка      | Чабановка (Tschabanowka)            |